# Tommy Ivan
Pour les articles homonymes, voir Ivan.
Temple de la renommée : 1974
Thomas Nathaniel Ivan (né le 31 janvier 1911 à Toronto au Canada - mort le 25 juin 1999) est un ancien un entraîneur de hockey sur glace dans la Ligue nationale de hockey.
Entraîneur des Red Wings de Détroit de 1947 à 1954, il y remporte trois coupes Stanley en 1950, 1952 et 1954. Après avoir quitté les Red Wings en 1954, il prend la direction des Black Hawks de Chicago de 1956 à 1957. Il est admis au Temple de la renommée du hockey en 1974 en tant que bâtisseur.